# محمد بن ناصر أبو حمرا
محمد بن ناصر أبو حمرا كاتب وقاص وروائي سعودي، ولد في الداهنة التابعة لمحافظة شقراء عام 1952م (1372هـ). صدر له العديد من المؤلفات من بينها كتاب (البادية النجدية)، ورواية (سياحة الشقاء).

## نشأته
- ولد في الداهنة التابعة لمحافظة شقراء بإقليم الوشم، ومن ثم بدأ دراسته الابتدائية فيها، ثم أكمل دراسته في الرياض سنة 1383هـ/1963م، ثم التحق بالمعهد العلمي في الرياض، وحصل على شهادته التي تعادل الثانوية في سنة 1389هـ/1969م.
- حصل على بكالوريوس الشريعة من كلية الشريعة في الرياض التابعة لجامعة الإمام محمد بن سعود الإسلامية بالرياض سنة 1395هـ-1396هـ/1975م.
- حصل على الماجستير في الإدارة من جامعة ولاية آركنساس في سنة 1403هـ/1983م.
- حصل على الدكتوراه من جامعة كانتربري بإيرلندا عام 2007م.
- كاتب في صحيفة الجزيرة السعودية.[5][6]

## مؤلفاته
- كتاب (عتيبة/النزول إلى نجد) وحدد تاريخ النزول من الحجاز إلى نجد، وتقصى فروع القبيلة وأصولها الأولى (هوزان).
- كتاب (البادية النجدية) الذي عالج فيه حياة البادية وخصائص معيشتها، وعاداتها، وتقاليدها، وموروثاتها الشعبية، وصدرت عام 2003.[7]
- كتاب (الأسماء الشعبية القديمة معانيها ونطقها) حيث يُعنى بدلالة الاسم ومعناه في الموروث الشعبي، والعربي الفصيح. صدر عام 1994.
- أصدر بحثه عن الشعر النبطي المسمى الشعر النبطي، نشأته وتطوره وهو بحث يؤصل لنشأة الشعر الشعبي، وكيف تطور على أيدي الشعراء الكبار
- (الحاضرة النجدية، عادات وتقاليد) تحدث فيه عن الحاضرة في نجد
- كتاب (لإخوان في عهد الملك عبد العزيز/ مالهم وما عليهم)، وهو بحث ناقش الفكر لدى الإخوان ومرجعياته، من البادية في عهد الملك عبد العزيز.
- رواية (سياحة الشقاء) وقد حصلت على المركز الأول، كما حازت على الجائزة الأولى في أبها سنة 1423هـ/2003م.[8]

## منهجه
يعتبر أبو حمرا من كُتاب المقالات، إلى جانب الأبحاث التي اجراها على الثقافة الشعبية والأنثروبولوجيا التاريخية في الجزيرة العربية، ولمحمد منهج في كتابة القصة والرواية، وهو منهج لا يختلف عن منهجه في البحث التاريخي، وإن لم يكتب رواية تاريخية حيث يُعالج المشكلة الشعبية، وخاصةً ثقافة البادية، وكيفية فهمها من قبل عدد كبير من القراء، وكما في روايته وجوه التكوين رواية تحكي حياة البادية في جيش توحيد المملكة، وروايته وجه يختلف عنهم، وهي رواية سردية.

## انظر أيضًَا
- عبد الله الغذامي
- محمد عبد الله الحمدان
- عبد الله بن علي ثقفان

## وصلات خارجية
- أبو حمرا وثق العادات والتقاليد في (البادية).